# هانس گیلدمیستر
 هانس گیلدمیستر (انگلیسی: Hans Gildemeister؛ زاده ۹ فوریهٔ ۱۹۵۶) یک تنیس‌باز اهل شیلی است.